# Консельве

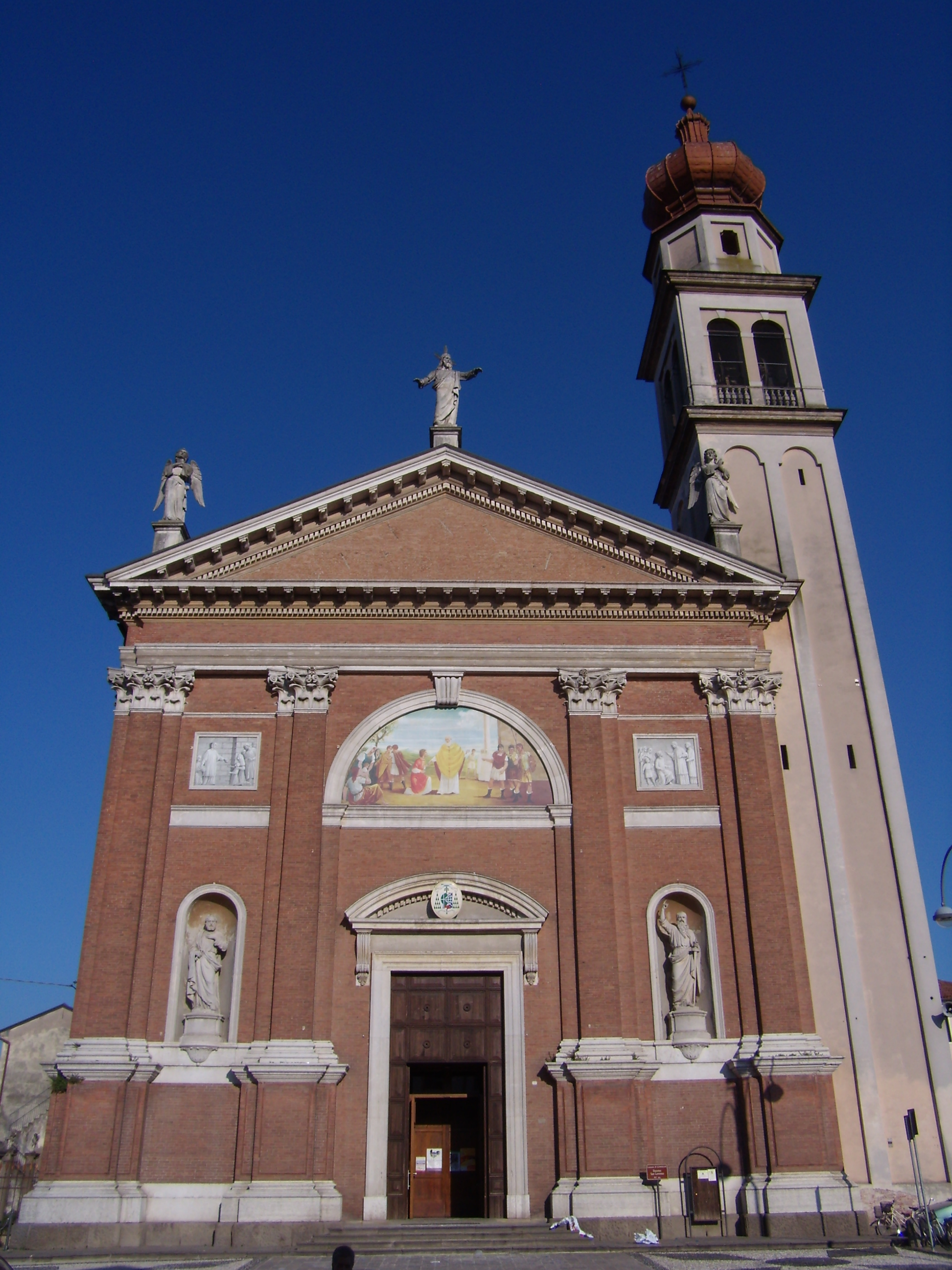
Собор святого Лаврентия

Консельве (итал. Conselve) — коммуна в Италии, располагается в провинции Падуя области Венеция.
Население составляет 9521 человек (на 2004 г.), плотность населения составляет 374 чел./км². Занимает площадь 24 км². Почтовый индекс — 35026. Телефонный код — 049.
Покровителем коммуны почитаются святой Лаврентий, празднование 10 августа, и Sant Agostino, праздник ежегодно празднуется 20 августа.